# Манакин, Михаил Григорьевич
Михаил Григорьевич Манакин (1914—1977) — полковник Советской Армии, участник советско-финской и Великой Отечественной войн, Герой Советского Союза (1940).

## Биография
Михаил Манакин родился 18 ноября 1914 года в селе Борки (ныне — в черте Рязани). После окончания семи классов школы и школы фабрично-заводского ученичества работал радиотехником, заведующим радиоузлом в Калужской области. В октябре 1936 года Манакин был призван на службу в Рабоче-крестьянскую Красную Армию. В 1939 году он окончил курсы младших политруков.
Участвовал в боях советско-финской войны, будучи политруком роты 81-го горнострелкового полка 163-й стрелковой дивизии 9-й армии. 12 декабря 1939 года вместе со своей ротой он на лыжах обошёл занятую финскими войсками высоту, после чего атаковал их, захватив эту высоту и уничтожив большое количество солдат и офицеров противника. 27 декабря 1939 года Манакин получил тяжёлое ранение.
Участвовал в боях Великой Отечественной войны, командовал стрелковыми полками, затем был заместителем командира стрелковой дивизии.
Указом Президиума Верховного Совета СССР «О присвоении звания Героя Советского Союза генералам, офицерскому, сержантскому и рядовому составу Красной Армии» от 15 января 1944 года за «образцовое выполнение боевых заданий командования по форсированию реки Днепр и проявленные при этом мужество и героизм» младший политрук Михаил Манакин был удостоен высокого звания Героя Советского Союза с вручением ордена Ленина и медали «Золотая Звезда».
В апреле 1945 года Манакин ускоренным курсом окончил Военную академию Генерального штаба, в 1951 году — Военную академию имени М. В. Фрунзе. В декабре 1959 года в звании полковника он был уволен в запас. 

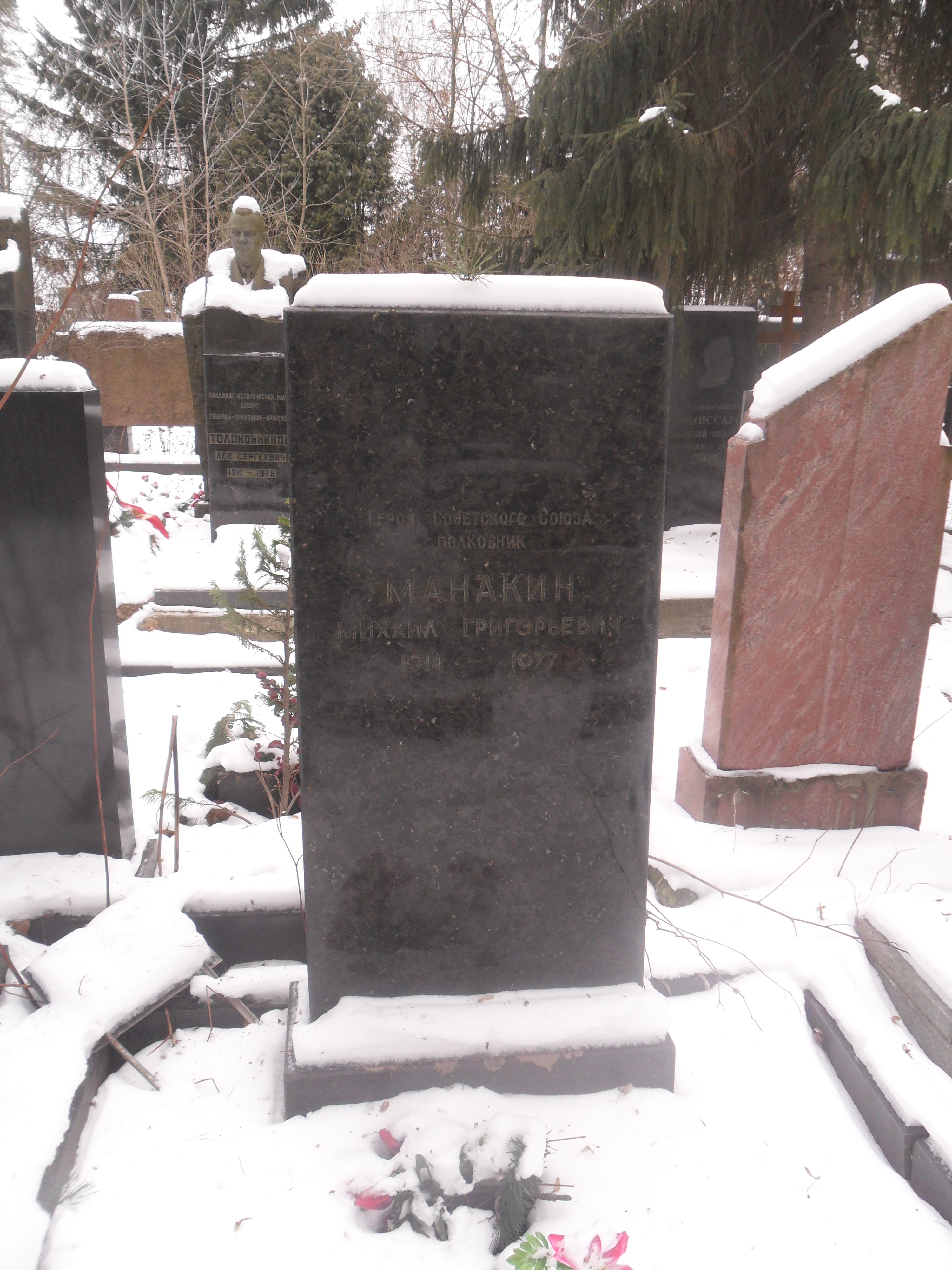
Могила Манакина на Кунцевском кладбище Москвы.

Проживал и работал в Москве. Скончался 10 октября 1977 года, похоронен на Кунцевском кладбище Москвы.
Был также награждён орденами Красного Знамени, Суворова 3-й степени, Отечественной войны 1-й степени, Красной Звезды, рядом медалей.